# FirstClass
FirstClassはWindows、Macintosh、Linuxで利用できるサーバー・クライアント型のグループウェアで、電子メール、オンライン会議室、ボイス／FAXサービス、BBSを備えている。FirstClassは、大学や小・中・高等学校で高いシェアを持っている。アメリカではトップ10の大きさに入る教育委員会のうちの4つ（ラスベガスのクラーク・カウンティ学校学区、フロリダのブロワード・カウンティ学校区、ヒルズブラー・カウンティ公立学校区、シカゴ公立学校区）が利用している。
現在FirstClassはOpen Text社のFirstClass部門が扱っている。クライアント・サーバーどちらもWindows、Mac OS X、Linux上で実行できる。Open Text社によると、FirstClassは3,000以上の団体で利用されており、世界中で900万人のユーザーがいる。 

## 初期の歴史
FirstClassはもともと、SoftArc社の製品である。SoftArc社は、カナダ・トロントのダウンタウンにあったノーテル社のリサーチ部門である、ベル・ノーザン研究所のメンバーであった3人により創設された。兄弟二人とその友人から成るその3人は、Meridian Mailシステムの初期の開発者であり、その開発で成功を収めた彼らは自らをトロント・アイデア・グループと呼称した。経営が軌道に乗ると彼らは退職し、コンサルティング会社としてSoftArc社を設立する。
FirstClassは、スカボロー教育委員会(現トロント教育委員会の一部)で働く家族や友人の要望に応えて開発された。トロント・アイデア・グループは、LAN接続もモデム接続も可能で、GUIを採用し、個人的な電子メールや公のディスカッションエリア(会議室)を利用できる、安価なMacintoshベースの電子メールシステムを探すように頼まれる。掲示板はモデム接続と会議室の条件は満たしていたが、一般的にLAN接続には対応していなかった上に、キャラクターベースであった。MacのGUIベースで、LAN対応の電子メールシステムはたくさんあったが、他のMacの電子メールシステムはモデム対応に乏しく会議室機能を持つものが少なかった。
チームが見つけ出した唯一の製品はTeleFinderで、条件を満たすところまであと一歩だった。しかし、LAN接続するためには、機能拡張し、AppleTalkデータをある種の仮想モデムポートにリダイレクトしなければならないという短所があった。GUIを改良することもできたので、契約を交わしTeleFinderシステムをセットアップしても良かったのだが、チームはより良い新製品を開発することを申し出た。その提案が受け入れられ、1989年にEduNetの取り組みが始まり、1990年に利用が開始された。

## FCP（FirstClass Protocol）
FirastClassのオペレーションの鍵となったのは、基礎を成すFCP (FirstClass Protocol)だった。FCPは、トランスポート層の通信プロトコルで、FirstClassにおけるすべての通信で使用される。このプロトコルは、ファイル転送のみならず、すべての動作に対してエラーの無い通信を保証する。FCPは異なる複数の物理層で実行できた。初めはモデムとAppleTalkに対応し、後にNovellのIPXやTCP/IPに対応した。サーバーとクライアントはこれらのどのリンクを通してでも通信できたので、自宅からでもオフィスからでも場所を選ばず、同じサーバーへのアクセスが可能になった。
FCPは、様々なパケットサイズを異なるネットワークプロトコルに合わせる、スライディングウィンドウをベースとした通信を行っていた。後のバージョンで、TCP/IPといったエラーフリーのリンク上で実行する際には、FCP独自のエラー訂正システムを使わないようにすることができるようになった。また、FCPにはBlowfishをベースとする暗号化システムがオプションで実装されていた。これらの機能を使わないようにした場合、FCPは当時主流だった2400bpsのモデムでも良いパフォーマンスを発揮した。
さらにすべてのFCPパケットは、TCP/IPにおけるポート識別と同様の「タスクナンバー」識別名を備えていた。これによりFCPは、それぞれのクライアントとサーバー間でいくつもの仮想リンクを構成することを可能にした。サーバーはマルチスレッドのカーネルを実装し、クライアントに要求されたすべてのタスクに対して新しいスレッドを開いた。ユーザーはメールを読んだり作成したりしながらも、ファイルのアップロードとダウンロードを同時に行うことができた。

## BBSの時代
製品名をより一般的なFirstClassに変更したころから、トロント・アイデア・グループはトロント地区のMacのBBSでFirstClassのデモを行い始めた。
カナダ アップル社のマーク・ウィンドリムは、このFirstClassをMagic (the Macintosh Awareness Group in Canada) にセットアップした。カナダのMacユーザーはこの話を聞きつけアカウントを作成し、すぐさまFirstClassはMac愛好家たちの地域最大のBBSとなった。
FirstClassクライアントソフトウェアがマルチスレッドに対応していたため、ユーザーは複数のメールを一度に開きながら、ファイルのアップロードやダウンロードをバックグラウンドで実行することができた。多くのシステムでは、ユーザーはアップロードやダウンロードを一つのファイルごとに行う必要があったが、FirstClassのユーザーは自由にアップロードや書き込みができる完全なモデムチャンネルを手に入れることができた。1回線で少数のユーザーから始まったMagicは、やがて6000ユーザー、50回線の規模にまで達した。
SoftArc社は、FirstClassへの関心が高まっていることを活かす方法として、BBS管理者に低価格で提供をすることにした。この頃、いくつかのFirstClass BBSシステムは急成長し、AOLの競争相手になると期待されていたバージニアのDigitalNation、バークレー・マッキントッシュ・ユーザーズグループのPlanet BMUG、オレゴン州バンド市のBBS、シリコンバレーのメトロ新聞グループが管理していたVirtual Valleyサービスも含めて、何千ものユーザーに広がった。
後にFirstClassソフトウェアには、サーバーを一堂にリンクさせることによって、個々のFirstClassサイトを結び、会議室やメールといったコンテンツを共有できるゲートウェイ機能が組み込まれた。このことは最初はダイアルアップ接続を経由して成し遂げられたことだが、後にインターネット接続を利用して各サイトがリンクされるようになった。アップル社のスコット・コンバースは、OneNetとして知られる世界で最初の、そしておそらく最も広大な、FirstClassをベースとしたネットワークを形成した。
しかし、1994年までにはインターネットが中心になり、1995年くらいにはMacとPCのほとんどすべてのBBSシステムは崩壊してしまった。

## 企業内電子メールとコラボレーション
90年代の半ばまでに、FirstClassは小規模から中規模対応の内部電子メールシステムに発展したが、そのBBSシステムへの注目は続いていた。Windows用のFirstClassクライアントは、Windows NTをベースとしたサーバーのリリースと共に開発された。
1990年代で、FirstClassはグループウェアの市場で競争力を持つまでに発展した。ある程度成功を収め、1997年にはユーザー数でMicrosoft Exchangeを上回った。
FirstClassは2000年までに、インターネット機能とスクリプトによる管理方法を追加したが、Lotus、Microsoftは共にこれらの機能をすでに持っていたため、FirstClassはスクリプトによる管理を行う市場でシェアを獲得できなかった。Macの市場シェアも1990年代後半にかけ、主要顧客を失いつつ同様に落ち込んだ。FirstClassシステムの導入を検討していた団体の間でも、（2001年にバージョン6をリリースするまで）しっかりとしたカレンダー機能がFirstClassに無かったので、明らかな不足点となっていた。それでも、2004年にはInternational Data Corporationにより、FirstClassは、統合されたコラボレーション環境における世界の注目ベンダーの一つとして認められた（トップベンダーではない）。
この頃、FirstClassはサーバーと統合されたボイスメールの機能を追加した。この機能は一般にユニファイドメッセージとして知られ、ユーザーは音声メールやFAX、電子メールを各自のメールボックスで受信できるようになった。
2007年、バージョン9のリリースにおいてユーザーインターフェースのデザインを再構築し、コンプライアンス要求に対応するため、サーバー機能としてポリシーにより自動実行されるアーカイブサービスを追加した。また、Unicodeへの完全対応を行った。

## 批評
FirstClassはいくつかの領域において批評されている。
- 何年もの間FirstClassは、あまり標準的ではない時代遅れのグラフィカルユーザーインターフェース（GUI）を提供していた。これは最近のバージョン（特に9.X）で改善されたが、まだ一部に改善が必要な要素も残っていると言われている。
- ユーザーが個人レベルで電子メールやその他のコンテンツを自分のPCに保存する際、十分な方法が無い。このことは、FirstClassから他のシステムに乗り換える際のデータの移行時に問題となってくる。FirstClassは様々な標準フォーマット（RTF、HTML等）を利用したアーカイブシステムの開発を試み、最終的には、人間が読みとることができ検索も可能なものになった。しかし、他のグループウェアシステムやメールクライアントへのインポートの際に手間がかかってしまう。このように、FirstClassには標準的ではない面もある。
- モバイルデバイスへの対応が遅く、同期や電子メールの機能などは数年遅れていた。しかし、最近のリリースではActiveSyncやSyncMLへの対応を行い、カレンダー、タスク、コンタクトなどの同期ができるようになった。モバイル機器では、通常、FirstClassインターネットサービスを経由して標準のIMAPを利用して取り込むこともできる。2009年の7月にリリースした iPhoneクライアント や、Blackberryでも同様のことが可能である。
- シングルスレッドのサーバー設計は、サーバーマシンのCPUを100%利用してしまう[要出典]などの弊害をもたらし、時代遅れであるとの批判を受けていた。しかし、他の機能も含めたこれらの設計により、コンテキストスイッチが発生しにくいため、FirstClassはその他のグループウェアよりスケーラビリティに優れている。従って、他のシステムではマルチサーバークラスタリングが必要になるような、何万人もの同時アクセスやローディングにも、FirstClassの場合は一つのサーバーで対応できる。2009年の暮れにリリース予定のFirstClass Ver.10では、サーバーは64bit、およびマルチスレッドに対応している。しかしながら、FirstClass Ver.10は高性能なハードウェアが必要な点と[要出典]、32bitのサーバOSに対して互換性を持たない点が批判の対象となっている。

## ツール
FirstClassアプリケーションサービス（以前はRAD、Rapid Application Developmentと呼ばれていたもの）により、サードパーティの開発者がFirstClass用のツールやアプリケーションを作成することができる。

## 会社の歴史
1997年、SoftArc社はバンクーバーの企業から逆買収を行い、Centrinityとしてトロント証券取引所に上場した。2002年9月に、Open Text社が1シェアにつき1.26カナダドル、つまり1900万カナダドルでCentrinityを買収した。Open Text社は合併を繰り返しながら、オンラインコラボレーション製品の統合ツールを開発していた。そして、FirstClassの教育関係での強力なバックグラウンドが、彼らの他の製品の提供力と合致したのである。当時、彼らはFirstClassと"LiveLink"インターネット情報集約エンジンの統合計画を発表したが、実現されなかった。LiveLinkのアーキテクチャとの兼ね合いで現実的ではなかったと噂されている。

## Linux用クライアント
一般にLinux用クライアントの未来には懸念の声もあるが、FirstClassのLinux用のバージョン9.124クライアントは、Macintosh版とWindows版がリリースされて1週間後の、2009年3月26日に一般向けのリリースが始まった。
OpenText社は、Linux用クライアントは英語版のみ提供している。一方Macintosh用とWindows用クライアントは、カナダ英語、イギリス英語に加え、10カ国語にローカライズされている。

## 日本における販売代理店の変遷
- 2000年4月30日 - クリエイト（静岡県富士市）
- 2000年 - アスキー
- 2001年6月 - ユニセック
- 2002年3月 - ユニセック、エフ・シー・マネジメントに社名変更

## 参照
1. ↑  
“OpenText™ FirstClass Client Release Notes 16.115” (PDF) (英語). 2019年5月3日閲覧。
2. 1 2  Maganini, Rich; M. Stevenson and B. Edwards (2007年10月18日). “Chicago Public Schools Selects Open Text’s FirstClass Software for District-Wide Email, Collaboration, Social Networking”. 2008年2月18日閲覧。
3. 1 2  http://www.tranquileye.com/magic/magic_stuff/OneNet_Member_Network.html
4. 1 2  https://biforbusinesspeople.blogspot.com/2008/11/10-questions-with-mark-windrim.html
5. ↑  “The FirstClass Mail Server Solution”. www.japaninc.com. 2024年8月22日閲覧。
6. ↑  Scott Converse. “How the OneNet Started”.   OneNet.. 2008年8月22日閲覧。
7. ↑  Statistics Generated by the BBS List
8. ↑  Nicholas Baran, Businesses Turn to BBSes, Byte,  September 1994
9. ↑  Reimer, Jeremy (2005年12月15日). “Total share: 30 years of personal computer market share figures” (英語). Ars Technica. 2024年8月22日閲覧。
10. ↑  Mark Levitt and Robert P. Mahowald (2004年7月). “Worldwide Integrated Collaborative Environments 2003. Vendor Analysis: How to Keep Moving When Surrounded by ICE” (PDF).   International Data Corporation. 2008年8月22日閲覧。
11. ↑  “OpenText Specialized Technologies” (英語). OpenText. 2024年8月22日閲覧。